# Municipio de Beaver (condado de Pulaski)
El municipio de Beaver (en inglés: Beaver Township) es un municipio ubicado en el condado de Newton en el estado estadounidense de Indiana. En el año 2010 tenía una población de 1573 habitantes y una densidad poblacional de 14,37 personas por km².

## Geografía
El municipio de Beaver se encuentra ubicado en las coordenadas 40°57′34″N 87°27′22″O / 40.95944, -87.45611. Según la Oficina del Censo de los Estados Unidos, el municipio tiene una superficie total de 109.48 km², de la cual 105,88 km² corresponden a tierra firme y (3,29 %) 3,6 km² es agua.

## Demografía
Según el censo de 2010, había 1573 personas residiendo en el municipio de Beaver. La densidad de población era de 14,37 hab./km². De los 1573 habitantes, el municipio de Beaver estaba compuesto por el 98,66 % blancos, el 0,06 % eran afroamericanos, el 0,06 % eran amerindios, el 0,25 % eran asiáticos, el 0,45 % eran de otras razas y el 0,51 % eran de una mezcla de razas. Del total de la población el 2,23 % eran hispanos o latinos de cualquier raza.